# Chin Hills
Le Chin Hills sono una catena montuosa situata nello stato Chin, nella Birmania nord-occidentale, che si protende verso nord fin nello stato indiano del Manipur.

## Geografia
La cima più elevata delle Chin Hills è il Nat Ma Taung, o monte Victoria, nella parte meridionale dello stato Chin, che raggiunge i 3053 metri. L'ecoregione delle foreste montane Chin Hills-Arakan Yoma è costituita da una flora rigogliosa e varia, composta da pini, piante del tè e teak. La città più grande delle Chin Hills, Falam, sorge lungo il margine meridionale della catena.
Le Chin Hills formano la parte orientale dei monti Patkai, comprendenti anche le Lushai Hills, che corrono attraverso il Nagaland e parte della Birmania. Le Lushai Hills condividono con le Chin Hills la topografia, la cultura degli abitanti e la storia. Le Chin Hills si prolungano a sud nei monti Arakan (Arakan Yoma), estesi da nord a sud.

## Storia
La regione è da sempre stata abitata dall'etnia chin. Oltre ad un'agricoltura di sussistenza, i chin erano soliti effettuare razzie nei villaggi birmani situati nelle pianure dei fiumi Myittha e Chindwin. Nel 1888 i britannici lanciarono una campagna militare per porre fine a tali scorribande, che portò nel 1896 alla pacificazione della provincia, che andò a costituire dal punto di vista amministrativo una divisione speciale della Birmania.
Durante la seconda guerra mondiale le Chin Hills divennero il teatro di scontro tra l'esercito giapponese da una parte e quelle britanniche e indiane dall'altra.